# فرخنده توسی
فرخنده توسی (نام علمی: Creurgops dentatus) نام یک گونه از سرده فرخنده‌های نوک‌سنگین است.